# Skorpions Varese 1994
Questa voce raccoglie le informazioni riguardanti gli Skorpions Varese nelle competizioni ufficiali della stagione 1994.

## Roster
| Roster degli Skorpions Varese (1994) |
| --- |
| Quarterback - 12 Paolo Zanella Running Back Wide Receiver - 80 Sem Molinari Offensive Linemen Defensive Linemen Linebacker Defensive Back Special Team |

## Campionato Serie B FIAF 1994

### Regular season
| 1994 Week 1 | Old Blacks Torino | 12 – 74 | Skorpions Varese |  |

| Vedano Olona 1994 Week 2 | Skorpions Varese | 18 – 14 | Old Black Knights Rho | C.S. Comunale |

| Vedano Olona 1994 Week 3 | Skorpions Varese | 47 – 0 | Green Waves Corbetta | C.S. Comunale |

| 1994 Week 4 | Rangers Rasai | 13 – 63 | Skorpions Varese |  |

| Vedano Olona 1994 Week 5 | Skorpions Varese | 35 – 6 | Red Falcons Liscate | C.S. Comunale |

| 1994 Week 6 | Green Waves Corbetta | 6 – 34 | Skorpions Varese |  |

| 5 dicembre 1994 Week 7 | Old Black Knights Rho | 20 – 14 | Skorpions Varese |  |

| Vedano Olona 1994 Week 8 | Skorpions Varese | 85 – 21 | Old Blacks Torino | C.S. Comunale |

### Playoff
| Vedano Olona 14 gennaio 1995 Quarti di Finale | Skorpions Varese | 45 – 24 | Red Falcons Liscate | C.S. Comunale |

| 22 gennaio 1995 Semifinale | Lumberjacks Fiuggi | 21 – 42 | Skorpions Varese |  |

| Sesto San Giovanni gennaio 1995 Eight Bowl III | Old Black Knights Rho | 42 – 60 (12-14 10-12 ?-? ?-?) | Skorpions Varese | PalaSesto |
| \| \| \| \| \| Consiglio Q1 (TD) kickoff return Aiello Q1 (TD) run ? Q2 (saf) Barbero Q2 (TD) pass da Zorzoli ? Q2 (tpc) Fumarola (TD) pass da Zorzoli ? (tpc) Zorzoli (TD) run \| Marcatori \| Molinari Q1 (TD) pass da Zanella ? Q1 (pat) Zanella Q1 (TD) run ? Q1 (pat) ? Q2 (TD) run ? Q2 (pat) ? Q2 (TD) ? Q2 (pat) ? Q3 (TD) ? (TD) ? (pat) ? (TD) ? (pat) ? (TD) ? (TD) \| |                       | |                  |           |
| |                       | |                  |           |
| Consiglio Q1 (TD) kickoff return Aiello Q1 (TD) run ? Q2 (saf) Barbero Q2 (TD) pass da Zorzoli ? Q2 (tpc) Fumarola (TD) pass da Zorzoli ? (tpc) Zorzoli (TD) run | Marcatori             | Molinari Q1 (TD) pass da Zanella ? Q1 (pat) Zanella Q1 (TD) run ? Q1 (pat) ? Q2 (TD) run ? Q2 (pat) ? Q2 (TD) ? Q2 (pat) ? Q3 (TD) ? (TD) ? (pat) ? (TD) ? (pat) ? (TD) ? (TD) |                  |           |

## Statistiche di squadra
| Competizione | %Vittorie | In casa | In casa | In casa | In casa | In casa | In casa | In trasferta | In trasferta | In trasferta | In trasferta | In trasferta | In trasferta | Totale | Totale | Totale | Totale | Totale | Totale |
| Competizione | %Vittorie | G       | V       | N       | P       | Pf      | Ps      | G            | V            | N            | P            | Pf           | Ps           | G      | V      | N      | P      | Pf     | Ps     |
| ------------ | --------- | ------- | ------- | ------- | ------- | ------- | ------- | ------------ | ------------ | ------------ | ------------ | ------------ | ------------ | ------ | ------ | ------ | ------ | ------ | ------ |
| Campionato   | .875      | 4       | 4       | 0       | 0       | 185     | 41      | 4            | 3            | 0            | 1            | 185          | 51           | 8      | 7      | 0      | 1      | 370    | 92     |
| Playoff      | 1.000     | 1       | 1       | 0       | 0       | 45      | 24      | 2            | 2            | 0            | 0            | 102          | 63           | 3      | 3      | 0      | 0      | 147    | 87     |
| Totale       | .909      | 5       | 5       | 0       | 0       | 230     | 65      | 6            | 5            | 0            | 1            | 287          | 114          | 11     | 10     | 0      | 1      | 517    | 179    |